# Zell Am See Challenger 1980
Lo Zell Am See Challenger 1980 è stato un torneo di tennis facente parte della categoria ATP Challenger Series nell'ambito dell'ATP Challenger Series 1980. Il torneo si è giocato a Zell Am See in Austria dal 4 al 10 agosto 1980 su campi in terra rossa.

## Vincitori

### Singolare
PeterMcNamara ha battuto in finale  Chris Lewis con il punteggio di 6–4, 6–1, 7–5

### Doppio
Jiří Hřebec /  Pavel Hutka hanno battuto in finale  Wayne Pascoe /  DaveSiegler con il punteggio di 3–6, 7–5, 7–6, 6–2